# جون جيلز موريسون
جون جيلز موريسون هو سياسي كندي، ولد في 17 نوفمبر 1863، وتوفي في 8 أبريل 1917. حزبياً، نشط في الحزب الليبرالي في نوفا سكوشا ‏. وقد انتخب عضو مجلس نواب نوفا سكوتيا.